# Baronen
Baronen är ett köpcentrum på Kvarnholmen i Kalmar, som ligger i den tidigare Margarinfabriken Sveas lokaler vid Ölandshamnen.